# Двозв'язний граф
У теорії графів двозв'язний граф — це зв'язний і неподільний граф, в тому сенсі, що видалення будь-якої вершини не призведе до втрати зв'язності. Таким чином, двозв'язний граф не має шарнірів.
Властивість вершинної 2-зв'язності еквівалентна двозв'язності графу з одним винятком — повний граф з двома вершинами іноді вважається двозв'язним, але не вершинно-двозв'язним.
Ця властивість особливо корисна при розгляді графів з подвійним резервуванням, щоб уникнути розриву при видаленні єдиного ребра. Використання двозв'язних графів дуже важливо в області мереж (дивись потокова мережа), зважаючи на притаманну їм властивість резервування.

## Визначення
Двозв'язний неорієнтований граф — це зв'язний граф, який не розпадається на частини при видаленні будь-якої вершини (і всіх інцидентних їй ребер).
Двозв'язний орієнтований граф — це такий граф, що для будь-яких двох вершин v і w є два орієнтованих шляхи з v в w, що не мають спільних вершин крім v і w.
| Число вершин | Число варіантів                     |
| ------------ | ----------------------------------- |
| 1            | 0                                   |
| 2            | 1                                   |
| 3            | 1                                   |
| 4            | 3                                   |
| 5            | 10                                  |
| 6            | 56                                  |
| 7            | 468                                 |
| 8            | 7123                                |
| 9            | 194066                              |
| 10           | 9743542                             |
| 11           | 900969091                           |
| 12           | 153620333545                        |
| 13           | 48432939150704                      |
| 14           | 28361824488394169                   |
| 15           | 30995890806033380784                |
| 16           | 63501635429109597504951             |
| 17           | 244852079292073376010411280         |
| 18           | 1783160594069429925952824734641     |
| 19           | 24603887051350945867492816663958981 |

## Приклади
- [Архівовано 4 березня 2016 у Wayback Machine.]

Двозв'язний граф з 4-ма вершинами та 4-ма ребрами.
Граф не є двозв'язним. Видалення вершини x розбиває граф.
Двозв'язний граф з 5-ма вершинами та 6-ма ребрами.
Граф не є двозв'язним. Видалення вершини x розбиває граф.